# Delia lobistyla
Delia lobistyla är en tvåvingeart som beskrevs av Griffiths 1991. Delia lobistyla ingår i släktet Delia och familjen blomsterflugor.
Artens utbredningsområde är British Columbia. Inga underarter finns listade i Catalogue of Life.